# Agua Dulce, San José Tenango
Agua Dulce är en ort i Mexiko.   Den ligger i kommunen San José Tenango och delstaten Oaxaca, i den sydöstra delen av landet, 290 km sydost om huvudstaden Mexico City. Agua Dulce ligger 1 094 meter över havet och antalet invånare är 172.
Terrängen runt Agua Dulce är kuperad åt sydväst, men åt nordost är den bergig. Runt Agua Dulce är det ganska tätbefolkat, med 86 invånare per kvadratkilometer. Närmaste större samhälle är Huautla de Jiménez, 18,3 km väster om Agua Dulce. I omgivningarna runt Agua Dulce växer i huvudsak städsegrön lövskog.